# Cây leo hình chai
Cây leo hình chai, tên khoa học Adenia firingalavensis, là một loài thực vật có hoa trong họ Lạc tiên. Loài này được (Drake ex Jum.) Harms mô tả khoa học đầu tiên năm 1925.